# Bossugan
Bossugan é uma comuna francesa na região administrativa da Nova Aquitânia, no departamento da Gironda. Estende-se por uma área de 2,39 km². Em 2010 a comuna tinha 39 habitantes (densidade: 16,3 hab./km²).